# Psecas pulcher
Psecas pulcher là một loài nhện trong họ Salticidae.
Loài này thuộc chi Psecas. Psecas pulcher được Badcock miêu tả năm 1932.